# Território de Oklahoma

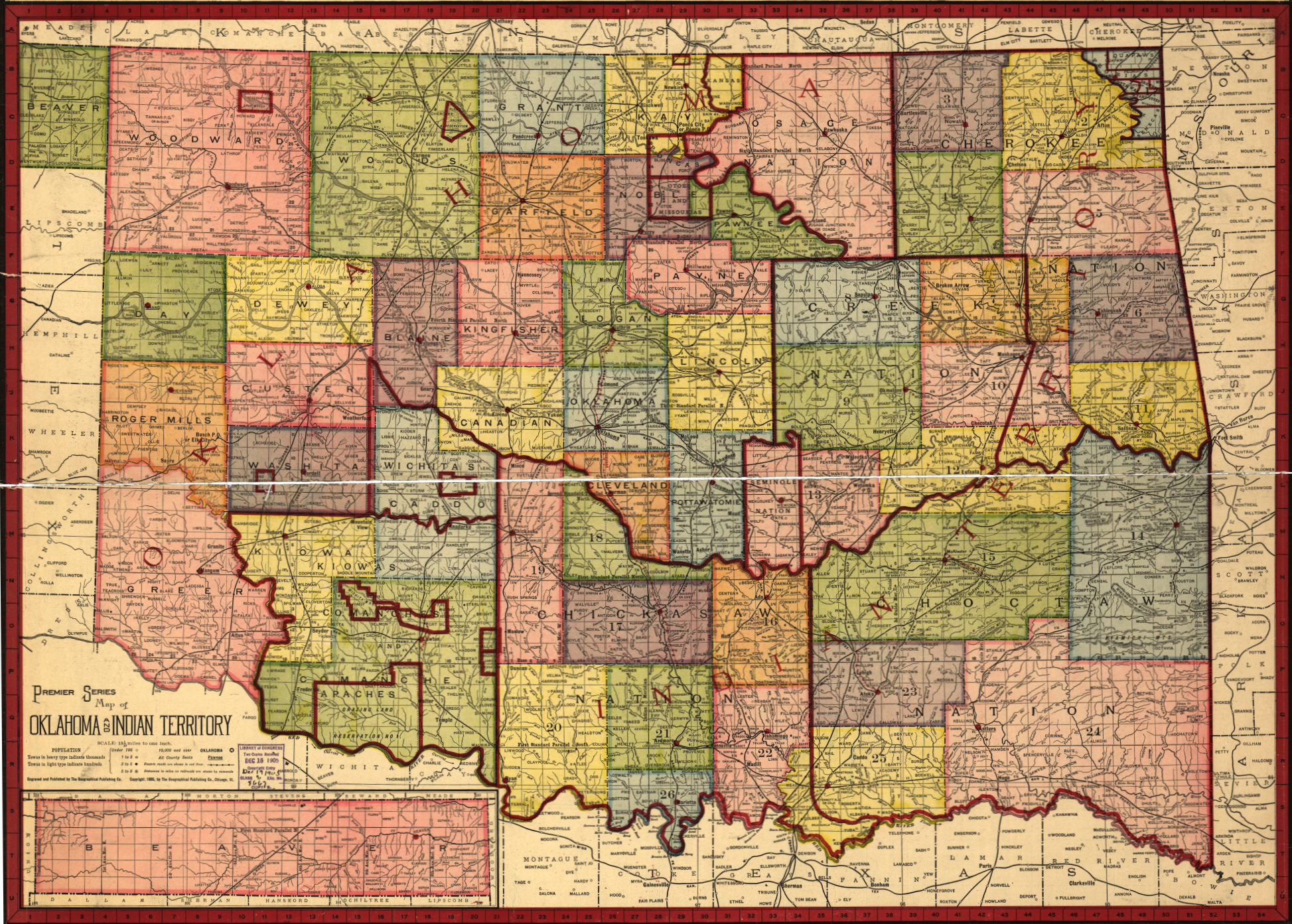
O Território de Oklahoma com seus 26 condados mais o Território indígena, com 26 distritos mais a Nação Seminole.

O Território de Oklahoma foi um território organizado incorporado dos Estados Unidos que existiu de 2 de maio de 1890 a 16 de novembro de 1907, quando foi agregado ao Território Indígena sob uma nova constituição e admitido na União como o Estado de Oklahoma.

## Histórico
A história do Território de Oklahoma começou com o Indian Intercourse Act de 1834, quando o Congresso dos Estados Unidos reservou terras para os nativos americanos. Na época, a terra era um território não organizado que consistia em terras federais "a oeste do Mississippi e não dentro dos estados de Missouri e Louisiana, ou o território de Arkansas ..." 
Em 1856, o território havia sido reduzido a aproximadamente as fronteiras modernas do estado de Oklahoma, exceto para o "Oklahoma Panhandle" e o Old Greer County. Essas terras ficaram conhecidas como Indian Territory, pois foram concedidas a certas nações indígenas sob a Lei de Remoção de Índios, em troca de seus territórios históricos a leste do Rio Mississippi.
Até este ponto, os nativos americanos usaram exclusivamente a terra. Em 1866, após a Guerra Civil Americana, o governo federal exigiu novos tratados com as tribos que haviam apoiado a Confederação e as forçou a ter terras e outras concessões. Como resultado dos Tratados de Reconstrução, as Cinco Tribos Civilizadas foram obrigadas a emancipar seus escravos e oferecer-lhes plena cidadania nas tribos se quisessem permanecer nas Nações. Isso forçou muitas das tribos no Território Indígena a fazer concessões.
Os oficiais dos EUA forçaram a cessão de cerca de 2.000.000 acres (8.100 km2) de terra no centro do Território indígena. Elias C. Boudinot, então lobista da ferrovia, escreveu um artigo que foi publicado no Chicago Times em 17 de fevereiro de 1879, popularizando o termo "Unassigned Lands" para se referir a este tratado. Logo a imprensa popular começou a se referir às pessoas que agitavam seu assentamento como Boomers. Para evitar o assentamento da terra por europeus-americanos, o presidente Rutherford B. Hayes, emitiu uma proclamação proibindo a entrada ilegal no território indígena em abril de 1879.